# Demenciaprevenció
Az Egészségügyi Világszervezet (WHO) és a Gazdasági Együttműködési és Fejlesztési Szervezet (OECD) a demenciát 2021-től kiemelt fontosságú egészségügyi problémaként kezeli. A szellemi képességek hanyatlásával és pszichés zavarokkal járó betegség lassú lefolyású és minden esetben halállal végződik. Fontos kiemelni, hogy a demencia nem a normál öregedés része és nem „csak” egyéni, vagy egészségügyi kihívás, hanem komoly negatív hatással van a társadalomra és a gazdaságra is.

## Adatok
2020-ban több mint 50 millió demenciával élő volt a világon.  Az előrejelzések szerint ez a szám rohamosan nőni fog az elkövetkezendő években: 2030-ra 82 millió, 2050-re 152 millió demens él majd a Földön. Jelenleg a demenciában szenvedők 60%-a az alacsony- és közepes jövedelmű országokban található, de ez az arány 2050-re 71%-ra fog emelkedni. A WHO adatai szerint a jelenlegi 50 millió demens mellett, legalább 200 millió embert érint a betegség hozzátartozóként (családtagok, barátok) és ezt a számot a Covid19-járvány okozta válság még jobban növelte. A világon a születéskor várható élettartam évről évre nő, így a főként időseket érintő demencia előfordulása is gyorsan terjed. E betegség prevalenciája az életkor előrehaladtával meredeken növekszik: 60 éves kortól 4-5 évente megduplázódik, így a 80 év felettiek több mint egyharmadánál erősen feltételezhető a kialakulása.

## A demencia kialakulásának okai
A demencia kialakulásának elsődleges okai az Alzheimer-kór (az Alzheimer-kór végstádiuma általában a demencia, és a demens betegek körülbelül 40%-a Alzheimer-kórban szenved), a diffúz Lewy-testes  és a frontotemporális demencia. Másodlagos okok között szerepel – a teljesség igénye nélkül – a depresszió, B12-vitamin- vagy niacinhiány, gyulladások, a magas és alacsony vércukorszint, máj- vagy veseelégtelenség, egyes daganatok, traumás agyi sérülések, kezeletlen Lyme-kór, Wilson-kór, Huntington-kór, bizonyos gyógyszerek, drogok és az alkohol.

### Rizikófaktorok, módosítható tényezők
Vannak olyan rizikófaktorok is, melyek hajlamosabbá tesznek a demenciára. Módosíthatatlan tényező az életkor (idősebb korban nagyobb eséllyel alakul ki), a nem (nők esetében az Alzheimer-kór, férfiak esetében a diffúz Lewy-testes demencia a meghatározóbb) és a genetika.
Módosítható tényezők pedig az alacsony iskolai végzettség, a magas vérnyomás, a cukorbetegség, az elhízás, a magas koleszterinszint, a stroke, bizonyos életmódok (inaktivitás, dohányzás, alkoholfogyasztás, vitaminhiány), a szociális izoláció, a depresszió, az alvászavar, a hallászavar és a látásromlás.
A legújabb kutatások szerint további kockázatot jelentenek a krónikus gyulladások, a hormonális egyensúly felbomlása, a mikrotápanyag-hiány, az alvászavarok, az oxidatív stressz, a méreganyagok, a bélrendszer állapota, a krónikus stressz és a szív és érrendszeri betegségek.
Jelenleg 14 olyan kockázati tényezőről tudunk – a fentiek közül is beleértve –, melynek módosításával megelőzhetjük vagy késleltethetjük a betegség kialakulását, súlyosbodását. Erről bővebb információkat a Lancet Bizottság 2024-es jelentéséből tudhatunk meg. A beszámoló tájékoztat arról, hogy a 2020-as jelentéshez képest, melyben 12 módosítható kockázati tényezőt ismertetnek (alacsony iskolai végzettség, magas vérnyomás, halláskárosodás, dohányzás, elhízás, depresszió, fizikai inaktivitás, cukorbetegség, társas elszigeteltség, túlzott alkoholfogyasztás, traumás agysérülések és a légszennyezettség) új, két komponenst azonosítottak és támasztottak alá tudományosan is. Ezek: az LDL-koleszterin emelkedett szintje és a látásvesztés.
Érdekesség, hogy a 2017-es jelentésben még csak 9 módosítható kockázati tényezőt ismertettek (alacsony iskolai végzettség, magas vérnyomás, halláskárosodás, dohányzás, elhízás, depresszió, fizikai inaktivitás, cukorbetegség, társas elszigeteltség).

### A 14 módosítható kockázati tényező részletesebb leírása
1. Alacsony iskolázottság: Az alacsony iskolázottság az alacsony műveltségi szinttel kapcsolható össze. Ugyan az oktatás jelentősége gyermekkorban igazán meghatározó, ide kapcsolhatjuk a középkorú és idős felnőtt lakosság olyan jellegű szellemi tevékenységét is, mely segíti az észlelést, érvelést, emlékezést (olvasás, beszélgetés, idegen nyelvek, zene, művészet, testmozgás, csoportos utazás, társasági élet).
2. Magas vérnyomás: Hangsúlyozni kell a középkorú felnőttek körében azt, hogy figyeljenek a vérnyomásukra, ne hagyják azt kezelés nélkül, hiszen a hosszútávon fennálló 130 Hgmm vagy annál magasabb szisztolés vérnyomás összefügg az időskori demenciával és egyéb szív- és érrendszeri betegségekkel együtt kiemelt kockázatot jelenthet.
3. Halláskárosodás: A különböző hallászavarok – elsősorban a középkorú felnőtteknél – kiemelt kockázatot jelenthetnek. A kutatások azt mutatják, hogy a hallókészülék használata viszont nagymértékben csökkenti a demencia kialakulásának esélyét.
4. Elhízás: A különböző kutatások azt mutatják, hogy összefüggés lehet a magas testtömegindex és a demencia között, főként, ha kóros elhízásról van szó. Ennek, valamint a szív- és érrendszeri betegségek megelőzésének egyik eszköze lehet az egészséges táplálkozás. Demenciaprevenció szempontjából a WHO a mediterrán diétát javasolja[6], viszont a táplálékkiegészítők jótékony hatását egyenlőre nem támasztják alá a kutatások.[7]
5. Túlzott alkoholfogyasztás: Egyre több bizonyíték támasztja alá, hogy a túlzott alkoholfogyasztás idegrendszeri változásokkal, kognitív hanyatlással és demenciával járhat. A legújabb kutatások szerint ugyanakkor heti 21 egység (1 egység  10 ml / 8 g) vagy annál kevesebb alkohol fogyasztása csökkentheti a demencia kialakulásának esélyét.
6. Traumás agysérülés: A traumás agysérülés hiperfoszforilált tau fehérje patológiával járhat, mely komoly kockázatot jelent a demencia kialakulásában. Épp ezért nagyon fontos, hogy megfelelő biztonsági intézkedésekkel gondoskodjunk a balesetekből fakadó agysérülések megelőzéséről.
7. Dohányzás: A dohányosoknál nagyobb a demencia kialakulásának kockázata, mint a nem dohányzóknál. Abbahagyása még idősebb korban is érdemben csökkenti ezt a rizikófaktort.
8. Depresszió: A depresszió a demencia korai szakaszára jellemző. Ok-okozati összefüggés szempontjából egyrészt a depresszió maga is lehet kockázati tényező, másrészt a demencia is lehet annak kiváltó oka. A kutatók abban egyetértenek, hogy a depresszió kezelése csökkentheti a demencia kialakulásának kockázatát, arról viszont nincs egységes vélemény, hogy az antidepresszáns kezelés a megfelelő módszer lenne erre.
9. Alacsony fizikai aktivitás: A fizikai aktivitás, testmozgás csökkentheti a demencia kialakulásának kockázatát. Kiemelten figyelni kell arra, hogy a betegség kezdeti szakaszában megjelenő tünetek miatt a betegek ne kerüljenek inaktivitásba, ugyanis ebben az esetben nagymértékben nő a kardiovaszkuláris betegségek megjelenések esélye.
10. Cukorbetegség: A kettes típusú cukorbetegség egyértelmű kockázati tényező a demencia kialakulásában. A rizikófaktor arányosan nő a diabetes időtartamával és súlyosságával. Ebben az esetben mindenképpen a megelőzésre kell helyezni a hangsúlyt, ugyanis a kutatások szerint sem az intenzív kontroll, sem a cukorbetegség kezelésére használt gyógyszerek szedése nem csökkenti a kockázatot.
11. Társas elszigeteltség: A társas kapcsolatok fontossága jelenleg talán a társadalmilag legelfogadottabb védőfaktor a demencia területén. Számos tanulmány sugallja, hogy a kevesebb társas kapcsolat, a magányosság növeli a demencia megjelenésének rizikóját. A különböző tanulmányok viszont eltérő eredményeket mutatnak. Egy világszerte 812 047 embert magába foglaló kutatás például azt állapította meg, hogy az egész életükben egyedülállóként élőknél, illetve az özvegyeknél megnő a kockázat. Egy másik metaanalízis szerint viszont a magány nem jár együtt a demencia megjelenésével. Egy japán longitudiális kohorsz vizsgálat (13 984 fő, 65 évnél idősebb felnőtt bevonásával, átlagosan 10 éven keresztül öt elem alapján vizsgálta a résztvevőket: családi állapot, támogató családtagok, baráti kapcsolatok, közösségi csoportokban való részvétel, fizetett munkavégzés. A felmérés során azt állapították meg, hogy minél több pontot ért el valaki ezen az ötös skálán, annál kisebb valószínűséggel alakult ki a demencia.[5] Összességében elmondható, hogy a társas kapcsolatok megléte feltételezhetően csökkenti a demencia kockázatát, de valószínűleg annak összetettsége miatt nem különíthető el teljes mértékben más rizikófaktoroktól.
12. Légszennyezettség: A levegőt szennyező részecskék a kardiovaszkuláris folyamatokon keresztül járulhatnak hozzá az idegsejtek szerkezeti és funkcionális sérüléséhez, vagy pusztulásához és ezen okból fokozott demencia kockázattal (is) járnak. A légszennyezettség csökkentése fontos társadalmi probléma és azonnali intézkedéseket igényelne.[5][8]
13. LDL-koleszterin-szint: A középkorú emberek magas LDL-koleszterin-szintje összefüggésbe hozható a demencia fokozott kockázatával. A kutatások szerint minden 1 mmol/L-es emelkedés 8%-kal növeli a demencia előfordulását. Az egészségtelen étrend hozzájárul a magas LDL-szinthez, míg a sztatinok szedése csökkentheti a kockázatot. Bár a hosszú távú klinikai vizsgálatok még hiányoznak, az eddigi bizonyítékok alapján a koleszterinszint kezelése már középkorban fontos lehet a demencia megelőzésében
14. Látásvesztés: Az időskori, kezeletlen látásvesztés növeli a demencia kockázatát. A kutatások szerint a különböző szembetegségek, például a szürkehályog és a diabéteszes retinopátia fokozott rizikót jelentenek, míg a glaukóma és az időskori makuladegeneráció esetében ez nem egyértelmű. A látásromlás súlyossága összefügghet a demencia kockázatának mértékével, és a kezelés, például a szürkehályog műtéti eltávolítása, csökkentheti ezt a rizikót. A látásvesztés időben történő felismerése és kezelése ezért fontos lehet a demencia megelőzésében.[4]

Az egyes életszakaszokon belül eltérés mutatkozik a fenti rizikófaktorok kezelésének hatékonyságában. A 65 éven felüli felnőttek esetében például csak az utolsó hat (dohányzás, depresszió, alacsony fizikai aktivitás, cukorbetegség, társas elszigeteltség, légszennyezettség) tényező esetén lehet jelentősebb mértékben csökkenteni a kockázatot. Hiába áll rendelkezésünkre számos kutatási eredmény, teljes bizonyossággal nem tudhatjuk, hogy kinél fog ténylegesen megjelenni a betegség. Vannak ugyan már különböző módszerek (pl.: genetikai tesztelés, agy-gerincvelőfolyadék/vérplazma vizsgálat, képalkotó biomarkerek értékelése, kockázati profilalkotás), de ezek tömeges alkalmazásához további kutatásokra és komoly erőforrásokra van szükség.

## Globális Demencia Akcióterv
Más oldalról megközelítve, a legideálisabb helyzet az lenne, ha folyamatosan, minden országban lennének nyilvános, demencia szűrési és prevenciós egészségügyi programok, valamint mindenki számára elérhető lenne a személyre szabott terápia vagy például demenciaprevenciós coaching. A WHO 2017 májusában fogadta el azt a Globális Demencia Akciótervet, melyben mind a 146 tagállam vállalta, hogy 2025-ig megalkotja saját nemzeti demencia stratégiáját. Az akciótervben 7 cselekvési területet határoztak meg: 1. A demencia mint népegészségügyi prioritás; 2. Demencia-tudatosság és demencia-barát hozzáállás; 3. A demencia kockázatának csökkentése; 4. A demencia diagnózisa, kezelése, gondozása és támogatása; 5. A demens személyeket gondozók támogatása; 6. Demenciával kapcsolatos információs rendszerek; 7. Demenciával kapcsolatos kutatás és innováció
Az Alzheimer's Disease International (ADI)  jelentéséből kiderül, hogy Magyarországnak 2021-ben még nem volt demencia terve. (A WHO-tagállomok közül, az európai régióban Magyarországon kívül az alábbi országok azok, akik ebben az időszakban még nem rendelkeztek demencia stratégiával: Andorra, Azerbajdzsán, Kazahsztán, Kirgizisztán, Lettország, Luxemburg, Monaco, San Marino, Szerbia, Tádzsikisztán, Türkmenisztán, Ukrajna, Üzbegisztán).
Magyarországon 2024 elején a Demencia Társadalmi Tanács véleményezte a Nemzeti Demencia Programot, mely a 2030-ig terjedő időszakra szól, és lépésről lépésre segít abban, hogy jobban megismerhető legyen a betegség, illetve a megelőzés lehetősége. 2025 elején a Nemzeti Demencia Program megvalósítása nem kezdődött el.
Azokban az országokban, ahol a demencia elleni fellépés kormányzati oldalról még gyerekcipőben jár, sok helyen civil kezdeményezésekkel próbálnak segíteni a demens személyeknek és hozzátartozóiknak. A világon már több országnak van demencia stratégiája, bár ezekben a megelőzés nem szerepel túl szignifikáns helyen. Talán Málta 2015-2023-as időszakra szóló Nemzeti Demencia Stratégiájában jelent meg hangsúlyosabban a téma. A megelőzés a tudatosítás és megértés témaköre körül forog leginkább. Kampányokat hoznak létre annak érdekében, hogy a lakosság jobban megértse a demenciát, valamint azt, hogy az életmód és étkezési szokások mennyire jelentősek a prevenció szempontjából. Könyveket, tájékoztató kiadványokat is adtak ki a laikusok számára. A korai diagnózis fontosságát is kiemelik, egyrészt a betegség megfelelő kezelése, másrészt egyéb etikai szempontok (gondozási függőség, önrendelkezés, életterv, financiális kérdések) miatt.
Az országok stratégiáiban elsősorban a primer prevenció (a primer prevenció vagy elsődleges megelőzés középpontjában az egészség általános védelme és támogatása áll; célja a betegség kifejlődésének megakadályozása) jelenik meg, a szekunder (a szekunder prevenció célja a betegségek korai, rejtett, még panaszt nem okozó szakban való felismerése. Ezáltal a beteg jó eséllyel, kisebb károsodással, alacsonyabb költséggel gyógyítható) vagy tercier (a tercier prevenció célja a betegségekből fakadó károsodások, a tartós egészségdeficitet okozó - életminőséget rontó; funkciózavart, tartós fájdalmat, tartós ellátást okozó - állapotok megelőzése) prevencióról kevés szó esik. Leginkább általánosságban beszélnek a megelőzésről, az egyes prevenciós formák között többnyire nem tesznek különbséget. Norvégia az elesések rizikójának csökkentését tűzte ki, Cseh- és Írország a háziorvosok szerepét emeli ki. Spanyol- és Franciaország a társadalmi kampányok, a laikus ismeretek bővítését tartja fontosnak.

## Demenciaprevenció
A demenciaprevenció esetén leginkább a korai beavatkozás (EI azaz The Early Intervention) paradigma terjedt el. Ez a fajta módszer a betegség kezdetét jelző/betegséget megelőző tünetekkel kapcsolatos biomarkerek felismerésére összpontosít. A probléma ezzel az, hogy jelenleg elég bizonytalan a demencia biomarkereinek etiológiája és ez veszélyezteti az elsődleges és másodlagos prevenció közötti különbséget. Ráadásul az ilyen biomarkerek validálása még mindig messze van a befejezéstől. Ennek fényében meglehetősen nehéz átültetni a biomarker alapú EI megközelítést a klinikai gyakorlatba és a közegészségügyi politikába. Ez tehát azt jelenti, hogy egyéb, megelőzésre összpontosító megközelítéseket kellene előtérbe helyeznünk. Egy ilyen szemlélet például az úgynevezett „alapállapot-megelőzés” (GSP azaz ground-state prevention). mely az idősödő ember funkcionális képességeinek megőrzését célozza meg. Leginkább abban különbözik a primer prevenciótól, hogy nem a betegség-specifikus kockázati tényezőkre, a szekunder prevenciótól, hogy nem az adott betegség korai diagnosztizálására és a tercier prevenciótól, hogy nem a konkrét betegség/tünet terhének csökkentésére összpontosít. A GSP az egyénre szabott beavatkozások, életmódjavaslatok és közegészségügyi politikák széles spektrumát jelenti, melyekkel megőrizhető az ember belső erőforrása és elősegíthető annak funkcionális képességekké, majd végső soron jóllétté való átültetése. A GSP a belső erőforrások klinikai és társadalmi-gazdasági megközelítésének tényezőit egyaránt figyelembe veszi, például a kognitív tartalék és a fizikai aktivitás növelésével, az egészséges táplálkozás biztosításával és a társadalmi elszigeteltség csökkentésével. A GSP-modell szerint a kognitív tartaléknak feltételezhetően védő szerepe van a demencia kialakulásával szemben, megőrzése viszont elsősorban az egészséges öregedés fiziológiai, klinikai és környezeti hatásainak szélesebb körű összefüggéseitől függ. Jelenleg nem áll rendelkezésre bizonyítottan hatásos gyógyszer a demencia kezelésére, így az EI korai diagnosztikára való összpontosítása valószínűleg nem fog jobb egészségügyi eredményeket eredményezni. Ráadásul ez a fajta megközelítés hozzájárul a betegek aluldiagnosztizálásához is az olyan helyzetekben, ahol a biomarkerek kimutatása még nem működik rutinszerűen (alacsony és közepes jövedelmű országok). A fel nem ismert esetek pedig elhanyagoláshoz vezethetnek, valamint súlyosbítják a meglévő egészségügyi egyenlőtlenségeket. A GSP-modell ettől eltérően figyelembe veszi az öregedés biológiai, klinikai és társadalmi-környezeti tényezőit és az életkorral összefüggő állapotokat ugyanazon kontinuum mentén. Teszi ezt azzal az indokkal, hogy fontos lenne a belső erőforrásokat holisztikus rendszerben értelmezni. A biológiai és nem biológiai tényezőket egyaránt megcélzó megelőző beavatkozások kellő figyelembevételével ez a módszer elsősorban az öregedés és a demencia nem orvosi úton való megoldását részesíti előnyben. Ez a megközelítés igazságosabb és gyorsabb hozzáférést jelenthet az életkorral összefüggő funkcionális hanyatlás megelőzésében és az egészséges öregedés elősegítésében.
A jelenlegi tudományos eredmények alapján a demencia megelőzése multidiszciplináris megközelítést igényel, amely magában foglalja az egészséges életmódot, az orvosi szűréseket, a társadalmi támogató rendszerek megerősítését, valamint a célzott prevenciós programokat. A primer prevencióban kiemelt szerepe van a rendszeres testmozgásnak, a kiegyensúlyozott táplálkozásnak (különösen a mediterrán diétának), a szív- és érrendszeri kockázati tényezők (pl. magas vérnyomás, magas LDL-koleszterinszint, cukorbetegség) kontrolljának, valamint a mentális aktivitás fenntartásának (pl. tanulás, olvasás, stratégiai játékok). A szekunder prevenció célja a demencia korai felismerése és a progresszió lassítása. Ehhez elengedhetetlenek a rendszeres egészségügyi szűrővizsgálatok, a kognitív tesztek alkalmazása, valamint a biomarkerek (pl. vérplazma és agy-gerincvelői folyadék elemzése) fejlődőben lévő diagnosztikai lehetőségei. A tercier prevenció a már diagnosztizált betegek életminőségének fenntartását célozza. Ennek része a kognitív rehabilitáció, a megfelelő gyógyszeres és nem gyógyszeres kezelések (pl. zeneterápia, művészetterápia, állatterápia), a támogató közösségek létrehozása és a gondozók mentális egészségének védelme. 
Tehát, mivel jelenlegi tudásunk szerint a demencia nem gyógyítható és a betegség hatására kialakult állapot nem javítható, csak szinten tartható, a legfontosabb teendő a megelőzés, azaz a demenciaprevenció. A demencia kialakulása ugyanis megelőzhető és késleltethető egyéni életmódbeli változtatásokkal. Például egy személyre szabott demenciaprevenciós coaching vagy tanácsadás segíthet az érintetteknek és a rizikócsoportba tartozóknak a megfelelő életmódbeli szokások átalakításában, motivációjuk fenntartásában és ami a legfontosabb: az egyéni tervek kidolgozásában.
Vannak viszont további akadályozó tényezők is, melyek erősen nehezítik a megelőzés hatékonyságát. Ilyen például a demenciával kapcsolatos információhiány – kevés ismeret jut el az emberekhez. Léteznek nagyon jó kezdeményezések (például Alzheimer Café), de ezek valamiért mégsem terjednek megfelelő gyorsasággal és megfelelően széles körben. Valószínűleg hatással van rá, hogy a betegség társadalmi elfogadottsága igen alacsony, illetve a demenciával élők sokszor szégyellik a tüneteket (stigmatizáció). Az sem segít, hogy még mindig erősek az olyan sztereotípiák, mint, hogy például minden idős feledékeny és sokan el is bagatellizálják a helyzetet.
Szociológiai szempontból a legjobb megoldás az lenne, ha minél fiatalabb korban, akár már óvodásként találkoznának a gyerekek a demenciával (megtanulhatnák a demens hozzátartozókkal való viselkedést, a tünetek felismerését); egy másik pedig az, ha megfelelő mintát láthatnának otthon a szülőktől (ehhez viszont a szülőknek is nyitottnak kellene lennie a témára, megfelelő információkkal kellene rendelkezniük és már nekik is alkalmazniuk kellene a prevenciót saját magukon).
A demenciaprevenciót jó lenne legkésőbb 40 éves kor körül elkezdeni. Ez az az időszak, amikor még komoly eredményeket érhetünk el a jövőre nézve. Erikson fejlődéselméletét tekintve ez az az életkor (25-60 év között), amikor a generativitás áll a stagnálással szemben. Az emberek nagy része ebben a szakaszban nehéz időszakokkal néz szembe, hiszen leélték az életük  felét és a legtöbben felteszik maguknak a kérdést, hogy tényleg jó helyen vannak-e, tényleg azt az életet akarják-e élni amiben benne vannak. Itt jelenik meg a középéletkori válság, ami krízishelyzetet/helyzeteket generál és egyben lehetőséget a gazdagodásra, kiteljesedésre. Az itt megoldandó feladatok, mint az identitás újraalkotása, az életcélok tisztázása/újrarendezése, önmagunk testi-lelki változásának elfogadása, esélyt teremthetnek a demenciaprevenció bevezetésére is. Ebben a kritikus időszakban a demenciaprevenciós coaching vagy tanácsadás célzott támogatást nyújthat az életmódbeli változásokhoz, segíthet az életközepi válság konstruktív kezelésében, ami hosszú távon hozzájárulhat az agy egészségének fenntartásához. Ha ebben az időszakban -a változás időszakában-, sikerülne megszólítani ezt a korosztályt, ha sikerülne a demenciáról szóló információkat megfelelő (érdekes, innovatív, figyelemfelkeltő, megoldásközpontú) módon átadni számukra, akkor a saját önmunkájuk által már kevésbé lennének veszélyeztetettek. A minta alapján pedig, amit a gyermekeiknek mutatnának, tényleg felnőne egy olyan generáció, akinek természetes módon épülnének be az életébe a védőfaktorok és a megelőzés fontossága.

### Kiemelten veszélyeztetett csoportok
Fontos még megemlíteni két csoportot, akik kifejezetten veszélyeztetettek a demencia kialakulásában, illetve az állapot gyorsabb romlásában. Az egyik a friss nyugdíjasok, akik hirtelen sokkal kevesebb interakciót élnek meg. Sokkal kevesebb a társas érintkezés, hiszen nem kell bemenni a munkahelyre, hirtelen sokkal kevesebbet használják az agy azon területeit, melyet a munkavégzés során aktívan tartottak, kevesebbet mozognak. Ebben az életkorban, ha nem figyelnek oda tudatosan a megelőzésre, akkor a megváltozott élethelyzet nagyban meggyorsíthatja a demencia kialakulását. A másik csoport a demens beteget gondozó hozzátartozók. A gondozók körében háromszor nagyobb a valószínűsége a depressziónak. Az állandó stressz és kialvatlanság megnövelheti a demencia kialakulásának kockázatát. Ráadásul ebben a terhelt helyzetben nincs idő semmire, se a mozgásra, se a megfelelő táplálkozásra, se a társas kapcsolatok ápolására, de még a saját egészségügyi problémáik kezelésére sem. E két csoportnak kiemelten szüksége van egyéni segítségre abban, hogy a megváltozott életkörülmények között is egészségtudatos életet élhessenek és így csökkentsék a demencia kialakulásának kockázatát.

### ACovid-19hatása a demenciaprevencióra
Paola Barbarino az Alzheimer's Disease International vezérigazgatója a From Plan to Impact IV jelentés előszavában hívja fel a figyelmet a COVID-19 és a demencia kapcsolatára. A felmérések alapján a koronavírus-járványban elhunytak 25%-a demens személy volt. A bevezetett szabályozások miatti szociális elszigeteltség, távolságtartási kötelezettség, valamint a szociális szolgáltatások hiánya komoly kognitív romlást okozott a demenciában szenvedőknél. Mind a demens, mind pedig az őket gondozók esetében nagymértékben emelkedett a depresszióval és szorongással érintettek köre. Véleménye szerint komoly aggodalomra ad okot, hogy a járványhelyzet következtében a demenciában szenvedő személyek száma nagyfokú növekedést mutat a világon. (Alzheimer’s Disease International, 2021) Egy másik tanulmányban konkrét országok adatait is ismerteti: az Egyesült Királyságban a COVID-19 járványban elhunyt emberek körülbelül 26 %-a szenvedett demenciában. Olaszország egyes régióiban ez a szám 20 % volt, Spanyolországban, Kanadában és Ausztráliában is hasonlóak az adatok. Továbbá arra is kitér, hogy a neurológusok világszerte arról számolnak be, hogy a demenciával kapcsolatban diagnózist kérők aránya meredeken csökkent a járvány idején.

### Prevenciós módszerek
Egyre nagyobb figyelmet kapnak azok a személyre szabott intervenciók, amelyek az egyéni motivációt és életmódbeli változásokat segítik. A demenciaprevenciós coaching hatékony eszközként szolgálhat abban, hogy az érintettek tudatos döntéseket hozzanak saját egészségük érdekében. A coaching nemcsak információátadást jelent, hanem támogatást nyújt a viselkedésváltozás fenntartásában, az egyéni erőforrások mobilizálásában és a hosszú távú egészséges életmód kialakításában.
További innovatív prevenciós technikák, melyek a jövőben szélesebb körben is segítséget nyújthatnak a megelőzésben:
- Neurofeedback és agyi stimulációs módszerek (pl. transzkraniális mágneses stimuláció, mélyagyi stimuláció), amelyek ígéretes eredményeket mutatnak a kognitív hanyatlás lassításában.
- Virtuális valóság alapú kognitív tréningek, amelyek új lehetőségeket nyújtanak az agyi kapacitások megőrzésére.
- Mindfulness és stresszcsökkentő technikák (pl. meditáció, autogén tréning, légzésterápiák), amelyek segítenek a krónikus stressz és az oxidatív károsodás csökkentésében.
- Digitális egészségügyi alkalmazások, amelyek támogatják az egyéni életmódváltást, figyelmeztetnek a gyógyszerszedésre, és segítik a kognitív állapot nyomon követését.

Mindezek figyelembevételével a prevenciós stratégiák sikeressége érdekében elengedhetetlen a társadalmi tudatosság növelése, a megfelelő egészségügyi és közösségi támogatás biztosítása, valamint az egyénre szabott beavatkozások – például a demenciaprevenciós coaching és más modern prevenciós technikák – szélesebb körű alkalmazása.